# 特拉夫內韋 (別列斯京區)
49°8′12″N 35°24′46″E / 49.13667°N 35.41278°E
特拉夫內韋（烏克蘭語：Травневе）是位於烏克蘭東部的村莊，由哈爾科夫州别列斯京区的扎切皮利夫卡市鎮負責管轄。該村始建於1920年，面積0.51平方公里，海拔高度132米，2001年人口118，人口密度每平方公里231.4人。